# Задзім
Задзім (пол. Zadzim, нім. 1943-45 Scharhausen) — село в Польщі, у гміні Задзім Поддембицького повіту Лодзинського воєводства.
Населення — 411 осіб (2011).
У 1975-1998 роках село належало до Серадзького воєводства.

## Демографія
Демографічна структура станом на 31 березня 2011 року:
|          | Загалом | Допрацездатний вік | Працездатний вік | Постпрацездатний вік |
| -------- | ------- | ------------------ | ---------------- | -------------------- |
| Чоловіки | 206     | 43                 | 135              | 28                   |
| Жінки    | 205     | 27                 | 121              | 57                   |
| Разом    | 411     | 70                 | 256              | 85                   |